# Romanische Kirchen des Vall de Boí
Die Romanischen Kirchen des Vall de Boí (katalanisch Esglèsies romàniques de la Vall de Boí, spanisch Iglesias románicas del Valle de Bohí, en.: Catalan Romanesque Churches of the Vall de Boí) sind eine Gruppe von neun frühromanischen Kirchen im Vall de Boí, in der katalanischen Comarca Alta Ribagorça (Provinz Lleida). Sie machen das Tal zur Gegend mit der größten Dichte an romanischen Kirchen Europas – abgesehen von alten Großstädten wie Rom oder Köln. Es wurde am 30. November 2000 von der UNESCO zum Weltkulturerbe ernannt.

## Weltkulturerbe
Die UNESCO erklärte 2000 folgende neun Kirchen zum Weltkulturerbe:
| Nummer  | Name                          | Ort           | Koordinaten |
| ------- | ----------------------------- | ------------- | ----------- |
| 988-001 | Sant Feliu de Barruera        | Barruera      | ⊙           |
| 988-002 | Sant Joan de Boí              | Boí           | ⊙           |
| 988-003 | Santa Maria de Taüll          | Taüll         | ⊙           |
| 988-004 | Sant Climent de Taüll         | Taüll         | ⊙           |
| 988-005 | Santa Maria de Cóll           | Cóll          | ⊙           |
| 988-006 | Santa Maria de Cardet         | Cardet        | ⊙           |
| 988-007 | La Nativitat de Durro         | Durro         | ⊙           |
| 988-008 | Sant Quirc de Durro           | Durro         | ⊙           |
| 988-009 | Santa Eulàlia d’Erill la Vall | Erill la Vall | ⊙           |

## Geschichte der Fresken des Vall de Boí

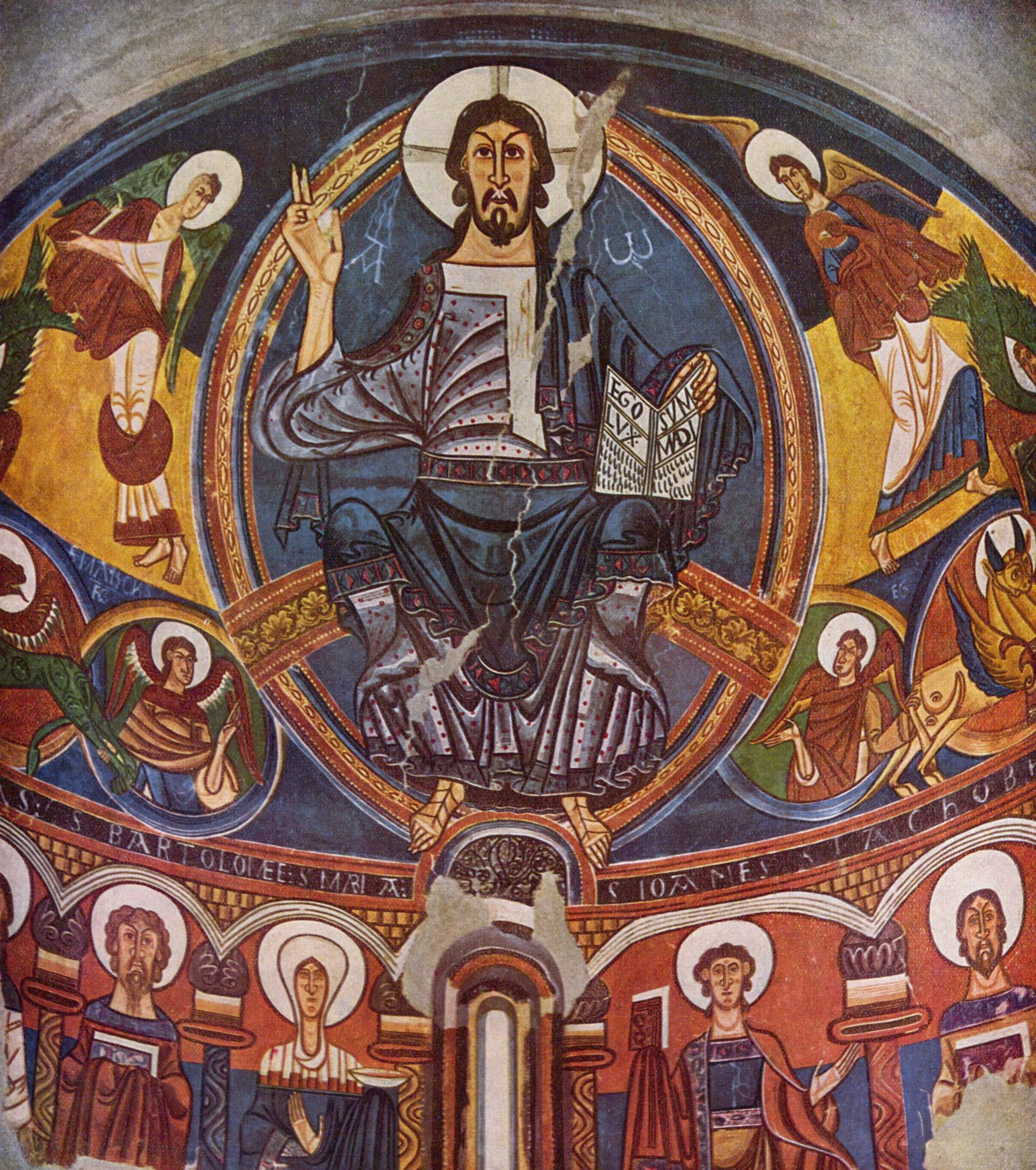
Fresco des Christus Pantocrator in Sant Climent de Taüll, eines der Meisterwerke romanischer Kunst.

Während des frühen 20. Jahrhunderts gab es starke Bestrebungen, die romanischen Wandmalereien der Kirchen im Gebiet von Vall de Boí zu studieren und katalogisieren. Diese Bestrebungen wurden sowohl von akademischem Interesse von Gelehrten angetrieben, als auch durch das Streben nach Gewinn von Kunsthändlern.
1904 und 1906 organisierte das Centre Excursionista de Catalunya (Wanderclub von Catalonien) die ersten Ausflüge, unter anderem ins Vall de Boí, mit dem Ziel, Pläne zu sammeln, Fotos zu machen und Notizen zu machen. Anschließend unternahm das Institut d’Estudis Catalans (Institut für Katalanische Studien) im Juni 1907 eine Expedition mit  der Aufgabe, kulturell wichtige Gebäude und Kunstwerke im Val d’Aran und in Alta Ribagorça, zu denen auch das Vall de Boí gehörte, zu untersuchen, zu dokumentieren und zu fotografieren.
Infolgedessen druckte der Vorstand der Museen von Barcelona zwischen 1905 und 1909 originalgetreue Reproduktionen dieser Fresken und die Publikation dieser Werke weckte Begehrlichkeiten, diese für Museumssammlungen und private Sammler zu erwerben.
1919 waren zahlreiche Mittelsmänner beschäftigt, die diese Werke aufkauften und wieder verkauften. Die Kunstwerke gingen hauptsächlich an Museen und private Sammlungen in den Vereinigten Staaten. In einem dokumentierten Fall wurden italienische und polnische Handwerker von dem skrupellosen Industriellen und Kunstsammler Lluis Planidura aus Barcelona bezahlt, die Fresken in abgelegenen Kirchen abzubauen und die Apsis der Kirche Santa Maria de Mur wurde 1921 an das Boston Museum of Fine Arts verkauft. Dies war noch vollkommen legal, bevor ein Aufschrei spanischer Künstler und Kuratoren die Arbeit stoppte.
Die Region des Taüll war eine Ausnahme von diesem Trend, da die lokale Bevölkerung sich weigerte, die Fresken und andere Kunstwerke aus ihren Kirchen entfernen zu lassen. Von da aus weitete sich der Widerstand aus bis zum Mancomunitat de Catalunya (Commonwealth of Catalonia) und zum Bischof von La Seu d’Urgell. Letztendlich kam es zu der Übereinkunft, dass die Fresken am besten im Museu Nacional d’Art de Catalunya (MNAC) aufbewahrt werden sollten, sicher vor Diebstahl und skrupellosen Transaktionen. Ein Team von italienischen Restauratoren führte die Arbeiten aus, die Gemälde von den Wänden abzunehmen und, in einigen Fällen, Reproduktionen vor Ort anzufertigen.
Die romanischen Gemälde von Taüll im MNAC sind seither weltberühmt geworden. Interesse von Kunsthistorikern und Künstlern hat zu einem systematischen Studium aller anderen verbliebenen romanischen Wandmalereien des Gebiet Vall de Boí geführt und die meisten davon sind heute im sicheren Schutz des MNAC in Barcelona und im Museum von Vic.

## Die Kirchen

### Sant Climent, Taüll

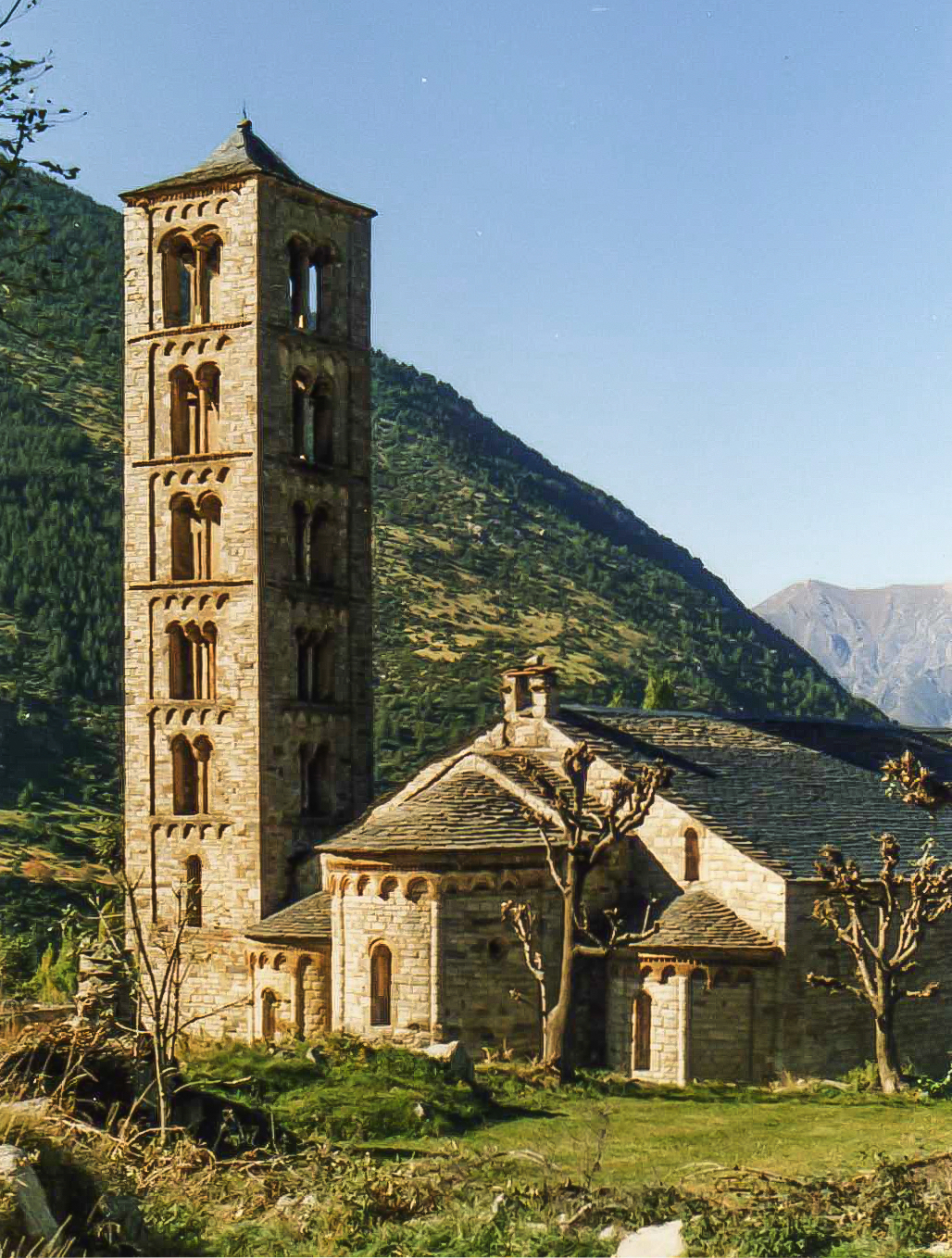
Sant Climent, Taüll.

Die Kirche Sant Climent de Taüll wurde am 10. Dezember 1123 vom Bischof von Roda geweiht. Die Kirche hat drei Kirchenschiffe, die durch zylindrische Säulen getrennt sind und von drei halbkreisförmigen Apsiden gekrönt werden. Das Dach zweier angebauter Schuppen ist aus Holz. Neben dem Gebäude steht ein sechsstöckiger Glockenturm, der zwar mit dem Gebäude verbunden, aber kein integraler Bestandteil ist.
Der Haupteingang in einem Bogen befindet sich an der Südfassade. Im Inneren der Kirche befanden sich viele Fresken eines unbekannten Malers namens „Meister von Tahull“. Der Pantokrator der Kirche, welcher heute im MNAC aufbewahrt wird, gilt als eines der besten Beispiele romanischer Kunst in Katalonien.

### Santa Maria, Taüll
Die Marienkirche wurde ebenfalls 1123 geweiht und diente im 18. Jahrhundert als Pfarrkirche der Gemeinde Taüll. Ihre Struktur ist der von Sant Climent sehr ähnlich. Der Grundriss der Basilika besteht aus drei Schiffen und drei Apsiden. Der Glockenturm befindet sich in der Mitte des Kirchenschiffs. Im Inneren wurden zahlreiche Fresken gefunden, die 1907 von Josep Puig i Cadafalch untersucht wurden. Hervorzuheben ist das Fresko, welches die Heilige Maria mit dem Kind auf dem Schoß darstellt und ebenfalls im MNAC gezeigt wird.

### Sant Joan de Boí

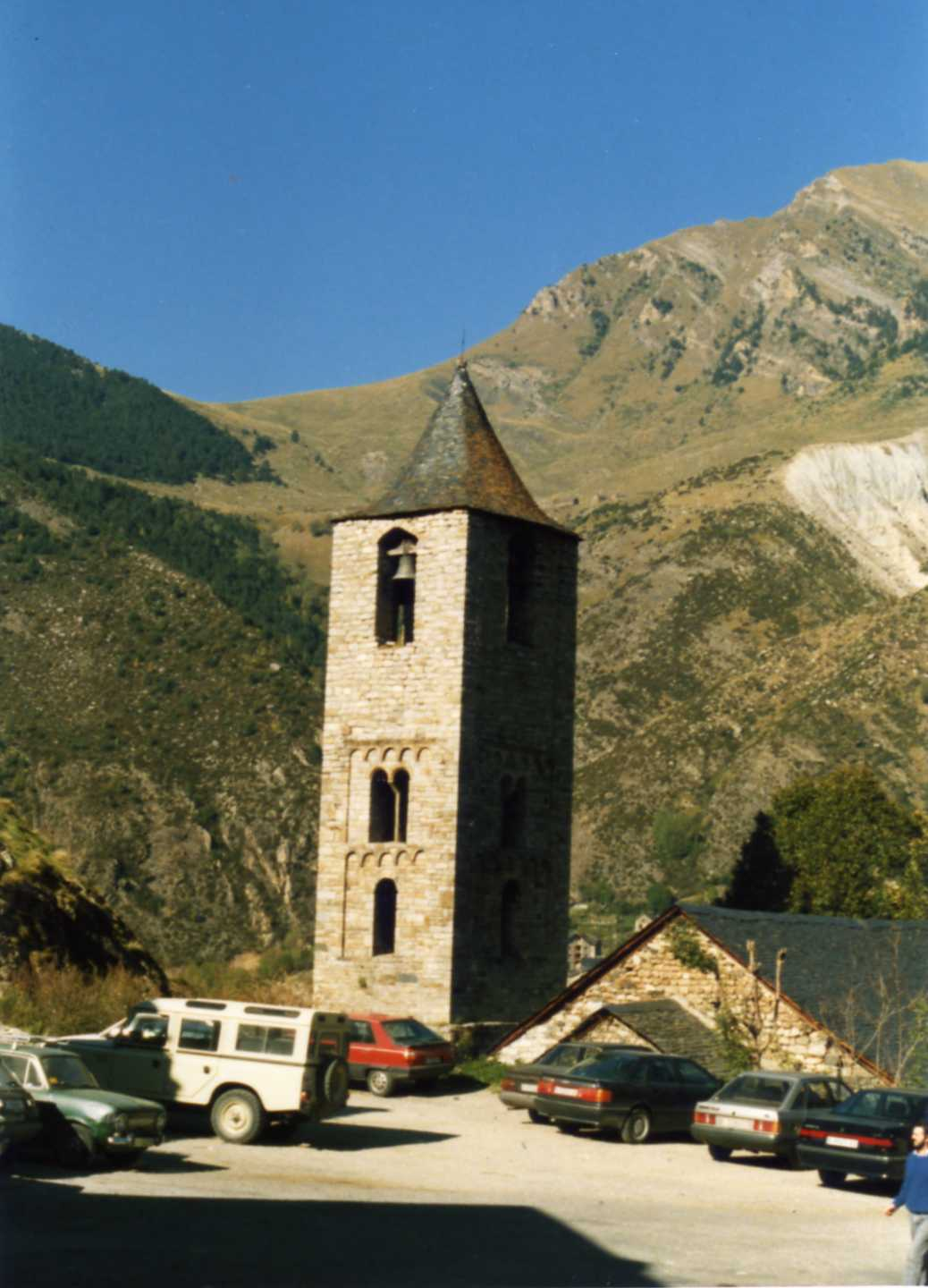
Glockenturm von Sant Joan de Boí.

Sant Joan de Boí ist ebenfalls dreischiffig. Ursprünglich bestand das Dach aus Holz, wurde aber später durch eine Steindecke ersetzt. Der Glockenturm im klaren lombardischen Stil ist an das im Süden gelegene Seitenschiff angebaut. Nur zwei seiner ursprünglichen Stockwerke sind erhalten, da die letzte Ebene des Glockenturms später hinzugefügt wurde. Von der Kirche ist nur die Apsis erhalten. Die Kirche verfügt auch über eine bemerkenswerte Sammlung von Gemälden aus dem 12. Jahrhundert, zu deren Höhepunkten die Darstellung verschiedener mythischer Tiere zählt. Die Originale, die „Gemälde von Sant Joan in Boí“, befinden sich im MNAC, während Reproduktionen in der Kirche zu sehen sind.

### Santa Eulàlia d’Erill la Vall
Die Kirche wurde 1962 zum Bien de Interés Cultural (monumento histórico artístico) erklärt. Das Gebäude ist ein einschiffiges Gebäude mit einer halbkreisförmigen Apsis. An der Außenseite befindet sich ein mit zylindrischen Säulen geschmückter Portikus. Der Glockenturm, ein typisches Beispiel der lombardischen Architektur des Vall de Boí, hat sechs Stockwerke und eine Gesamthöhe von 23 Metern. Es ist mit Doppelfenstern verziert, die die Bögen einrahmen. In der Sakristei wurde eine Skulpturengruppe aus dem 12. Jahrhundert namens El Davallament gefunden. Die Skulptur wird separat aufbewahrt: Ein Teil befindet sich im MNAC und einer im Bischöflichen Museum von Vic.

### Sant Feliu, Barruera
Erstmals urkundlich erwähnt im späten 13. Jahrhundert, ist über ihre Geschichte wenig bekannt. In der Gemeinde Barruera befindet sich die einschiffige Kirche mit Tonnengewölbe. Das Kirchenschiff wird von einer halbkreisförmigen Apsis gekrönt.

### La Nativitat, Durro
Die auf einer Höhe von 1.386 Metern in der Kleinstadt Durrës gelegene Kirche wird erstmals im 11. Jahrhundert urkundlich erwähnt, als sie zur Grafschaft Pallars gehörte. Der Stil und ihre Eigenschaften sind den bereits erwähnten sehr ähnlich. Sie hat ein einziges Kirchenschiff und eine einzige Apsis und der fünfstöckige Glockenturm hat nur sehr wenige Öffnungen.

### Sant Quirc, Durro

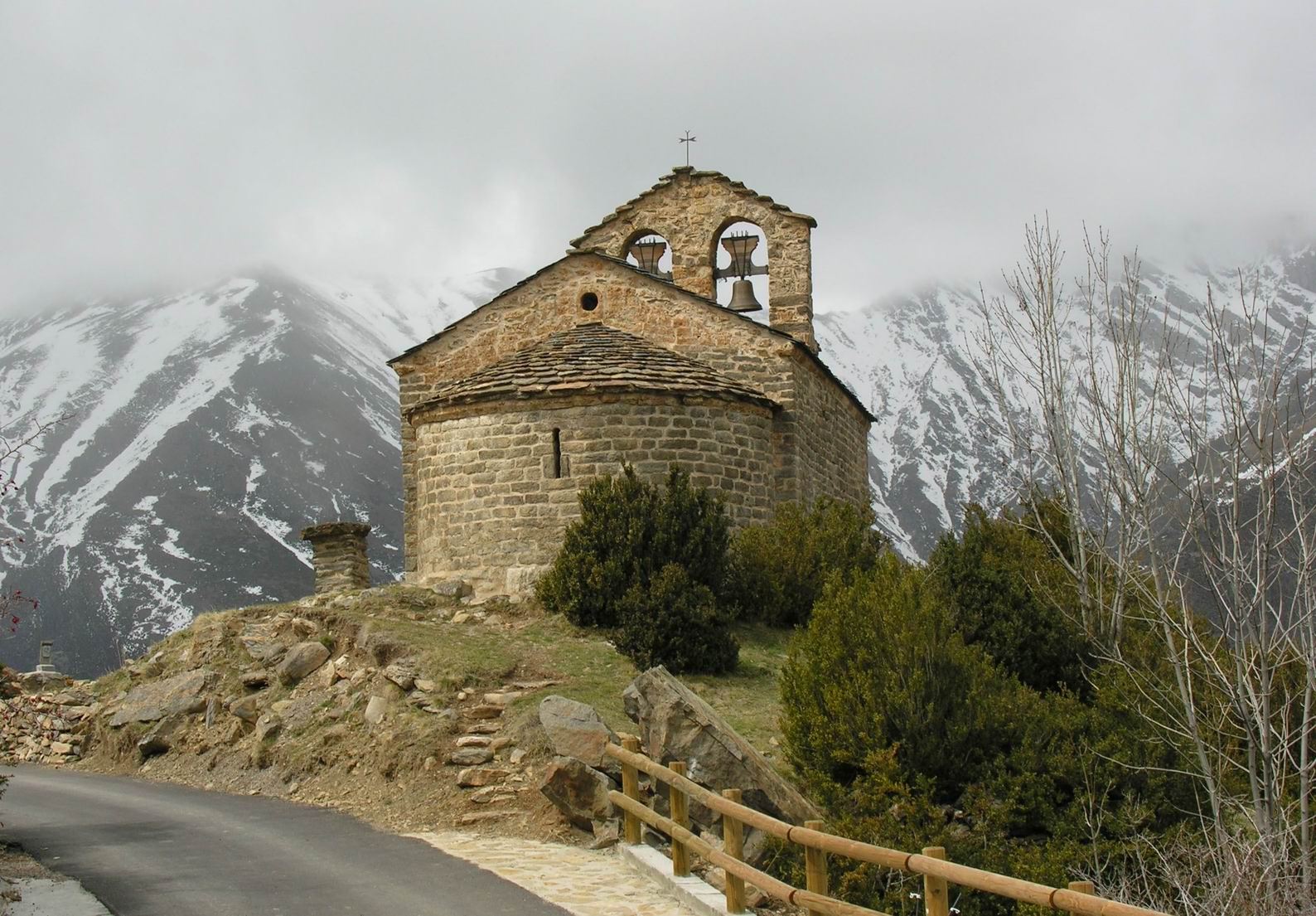
Sant Quirc de Durro.

Es ist eine kleine Einsiedelei mit einfacher Architektur. Das Kirchenschiff ist mit einem Tonnengewölbe bedeckt und endet in einem Presbyterium, das etwas höher ist als der Rest des Kirchenschiffs. Die Eingangstür ist mit Voussoirs überwölbt. Die Einsiedelei ist sehr schwach beleuchtet und hat nur ein Bullauge in der Rückwand und kleine Öffnungen an der Westfassade.

### Santa Maria, Cardet
Santa Maria ist eine kleine Kirche mit einem einzigen Kirchenschiff, das mit vier Abschnitten eines Korngewölbes bedeckt ist. Durch die Hanglage liegt die zweigeschossige Apsis höher als das Mittelschiff. Im Keller der Apsis befindet sich eine Krypta.

### Santa Maria, Cóll
Auch als Kirche Mariä Himmelfahrt bekannt, ist sie einschiffig und hat ein Tonnengewölbe. Der Glockenturm ist quadratisch und besteht aus zwei Stockwerken: Das erste besteht aus spitzen Fenstern, während im zweiten die Glocken untergebracht sind. Vermutlich im zweiten Drittel des 13. Jahrhunderts erbaut.

## Galerie

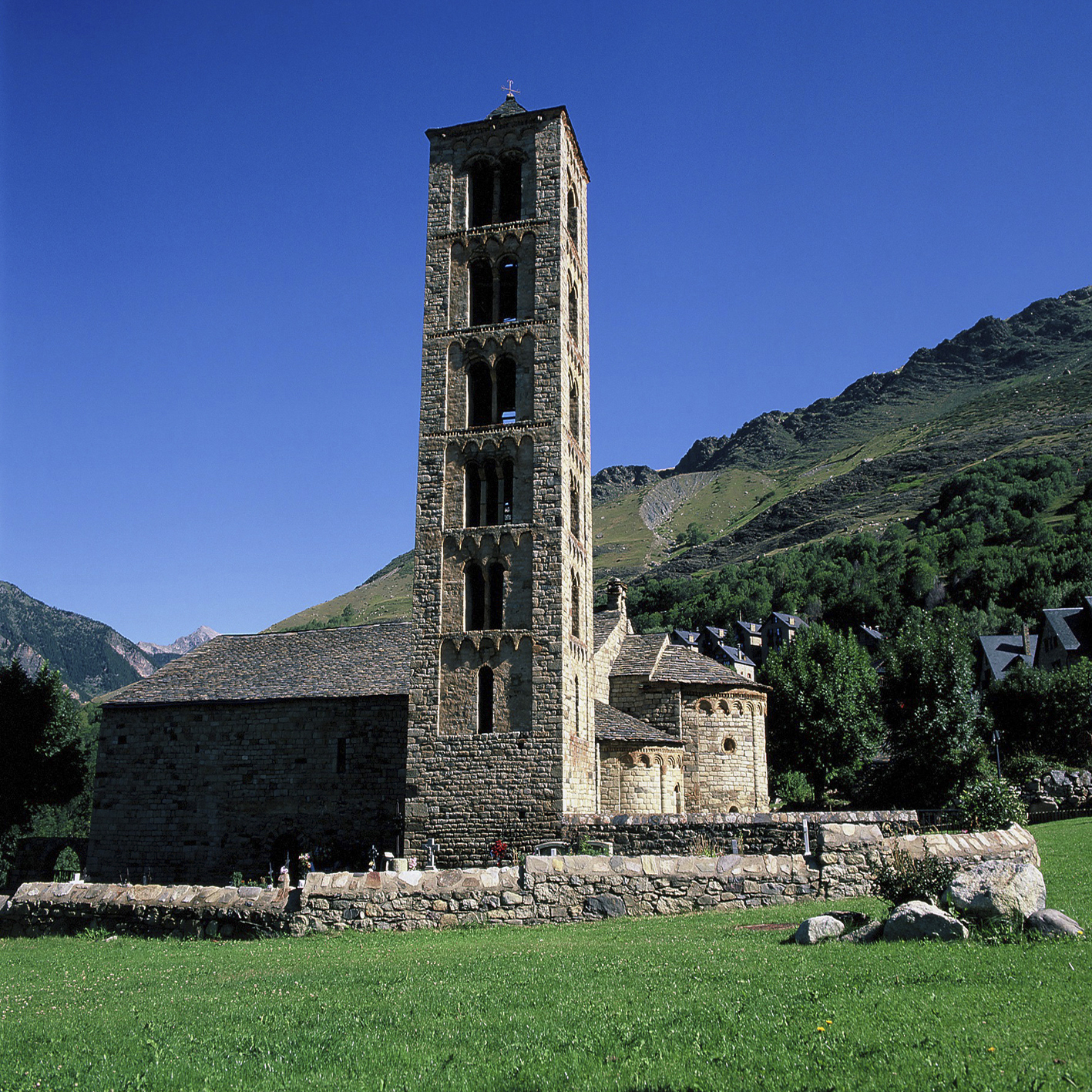
Sant Climent, Taüll
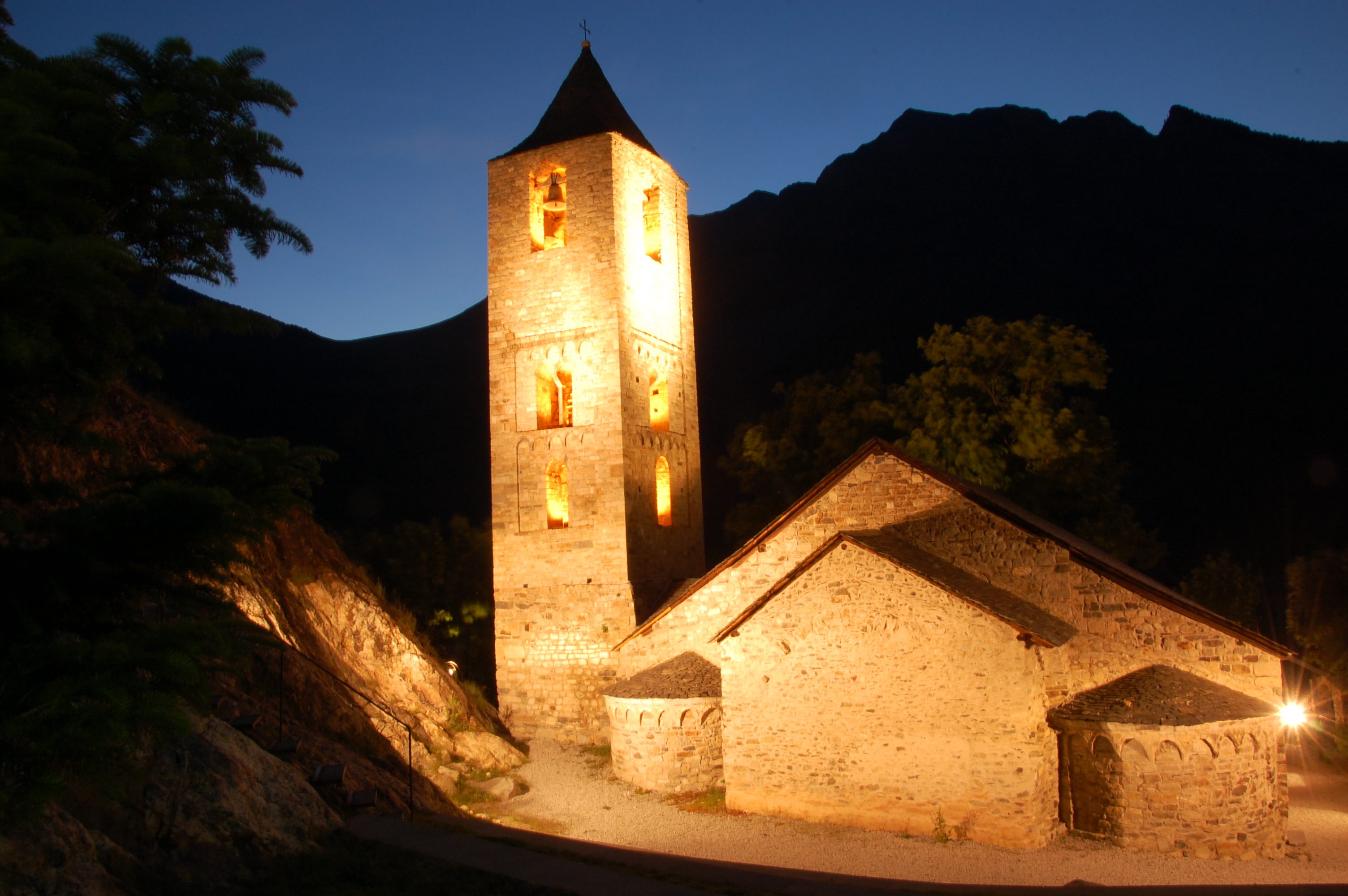
Night view, Sant Joan de Boí
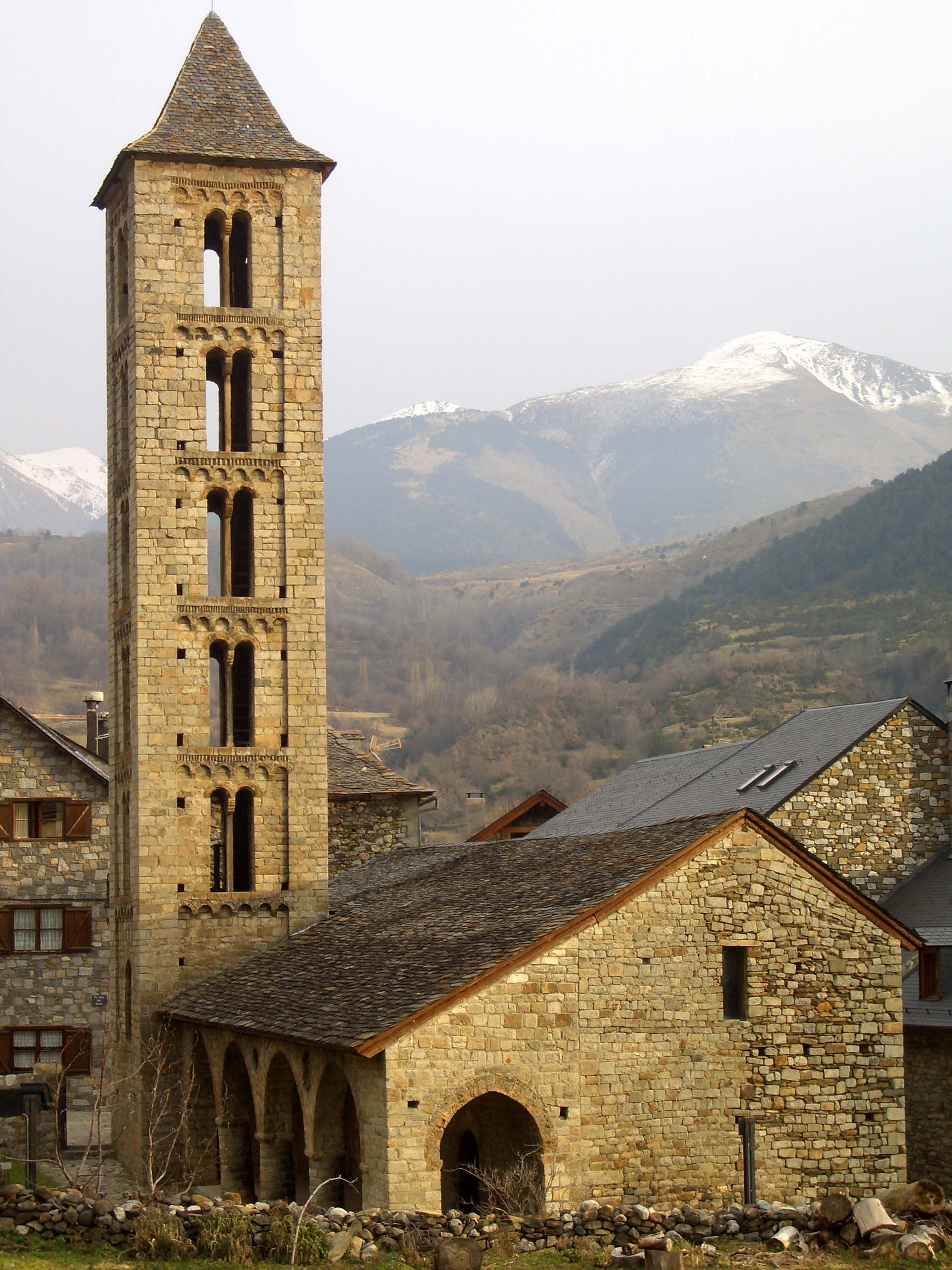
Santa Eulàlia d'Erill la Vall
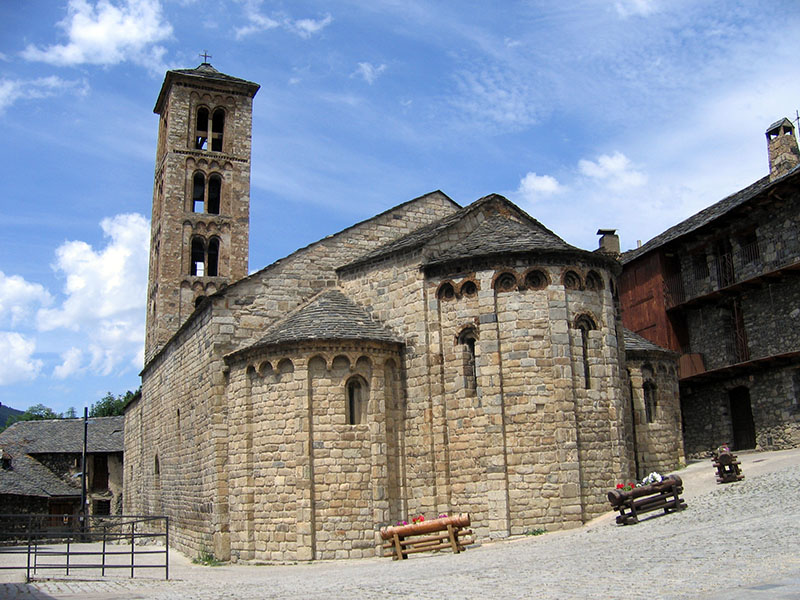
Santa Maria, Taüll
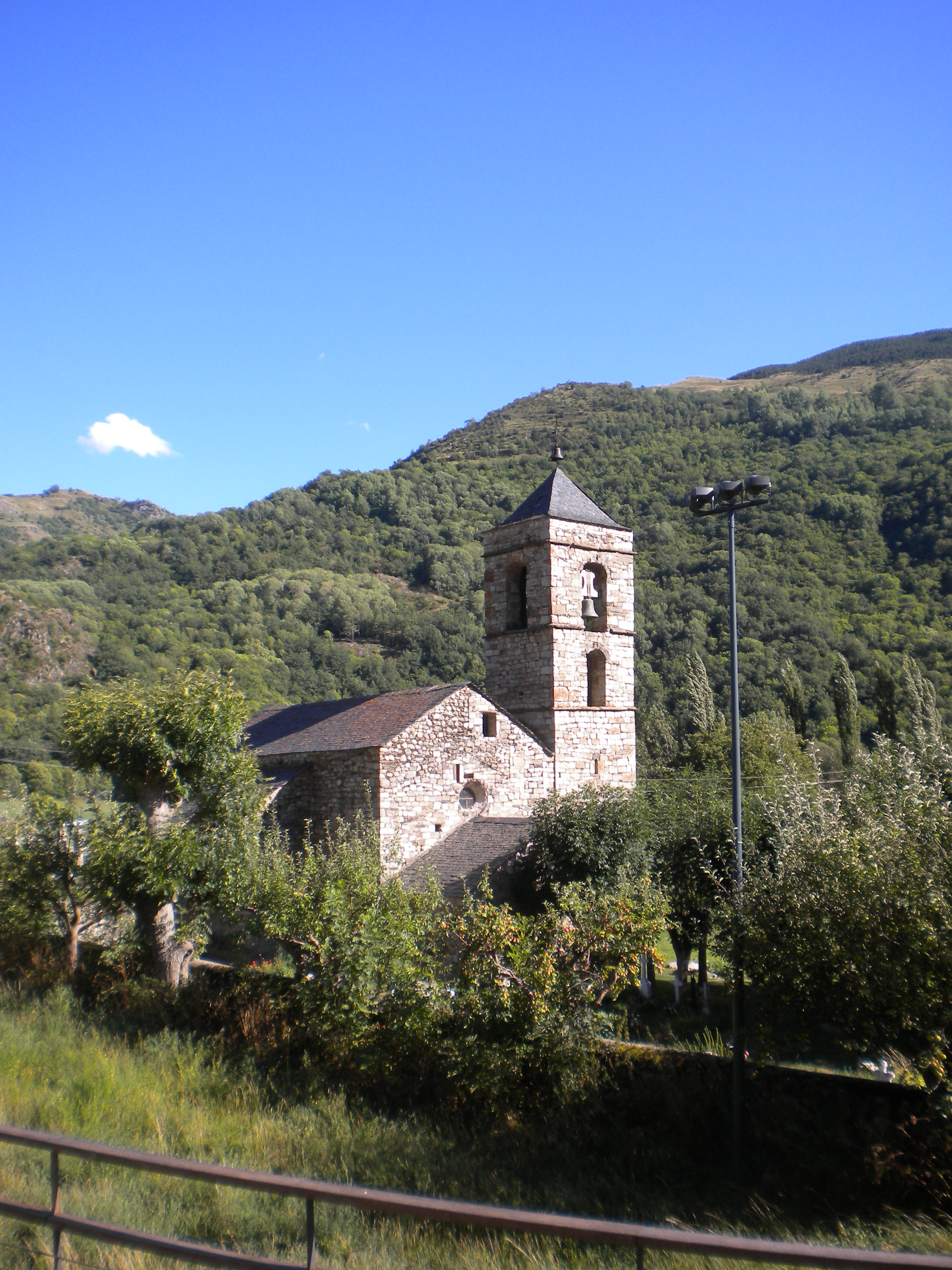
Sant Feliu, Barruera
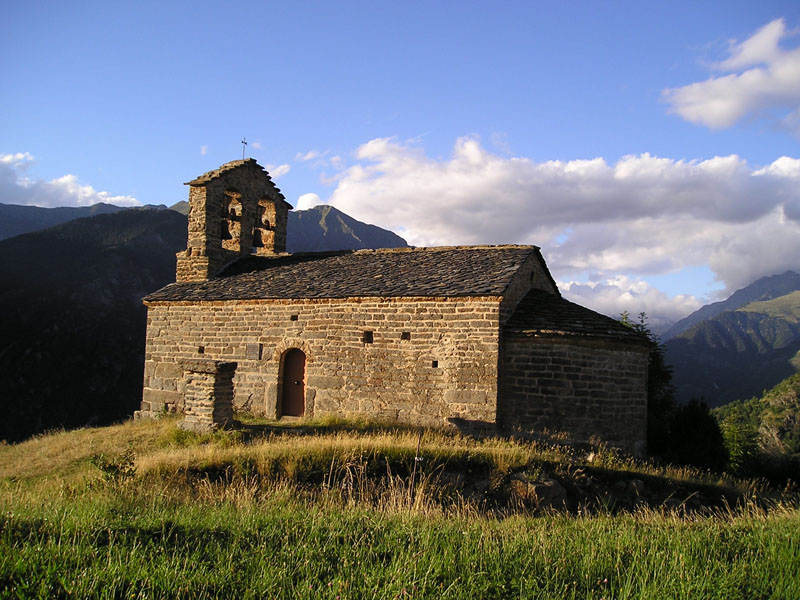
Sant Quirc, Durro
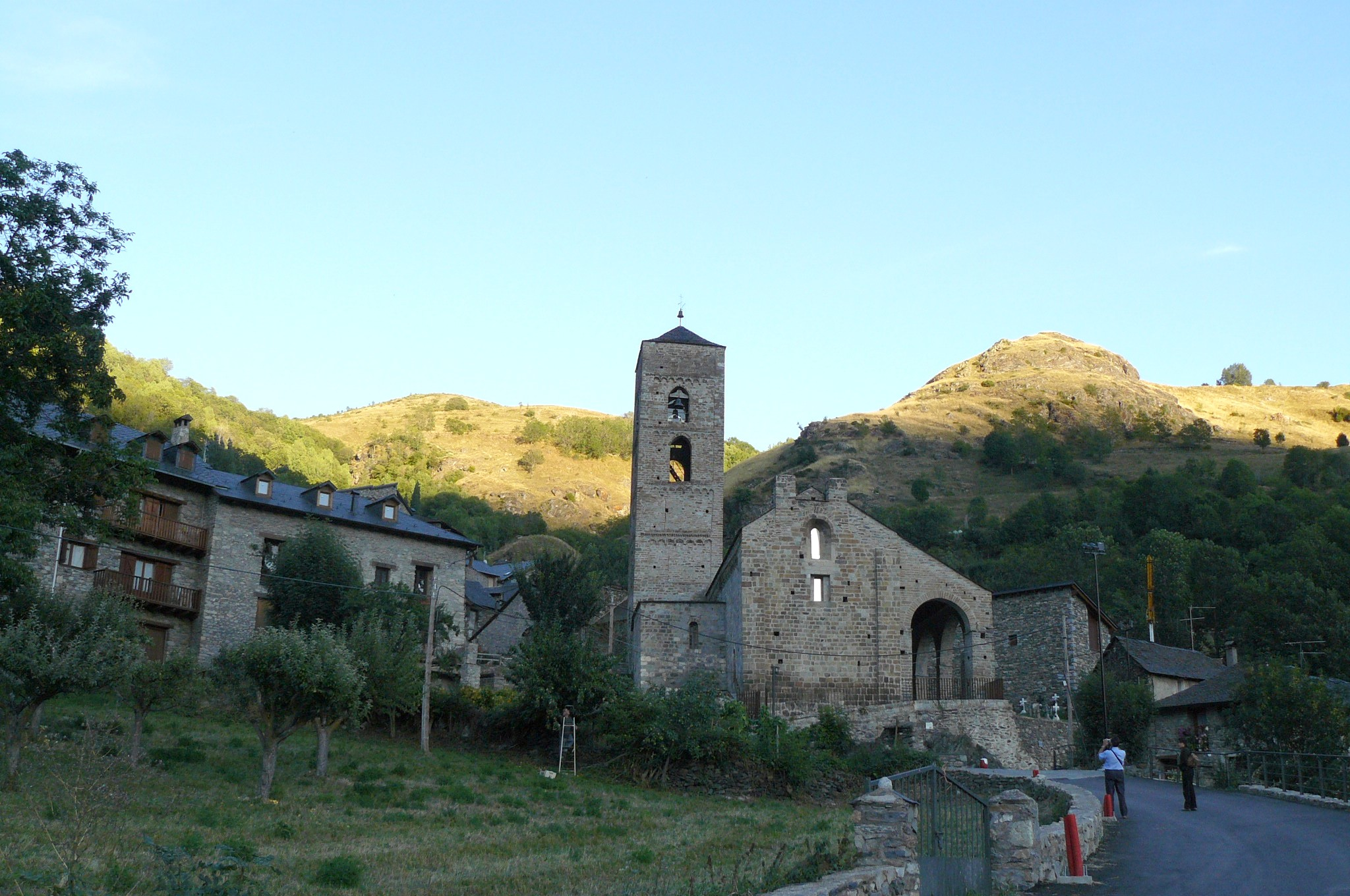
La Nativitat, Durro
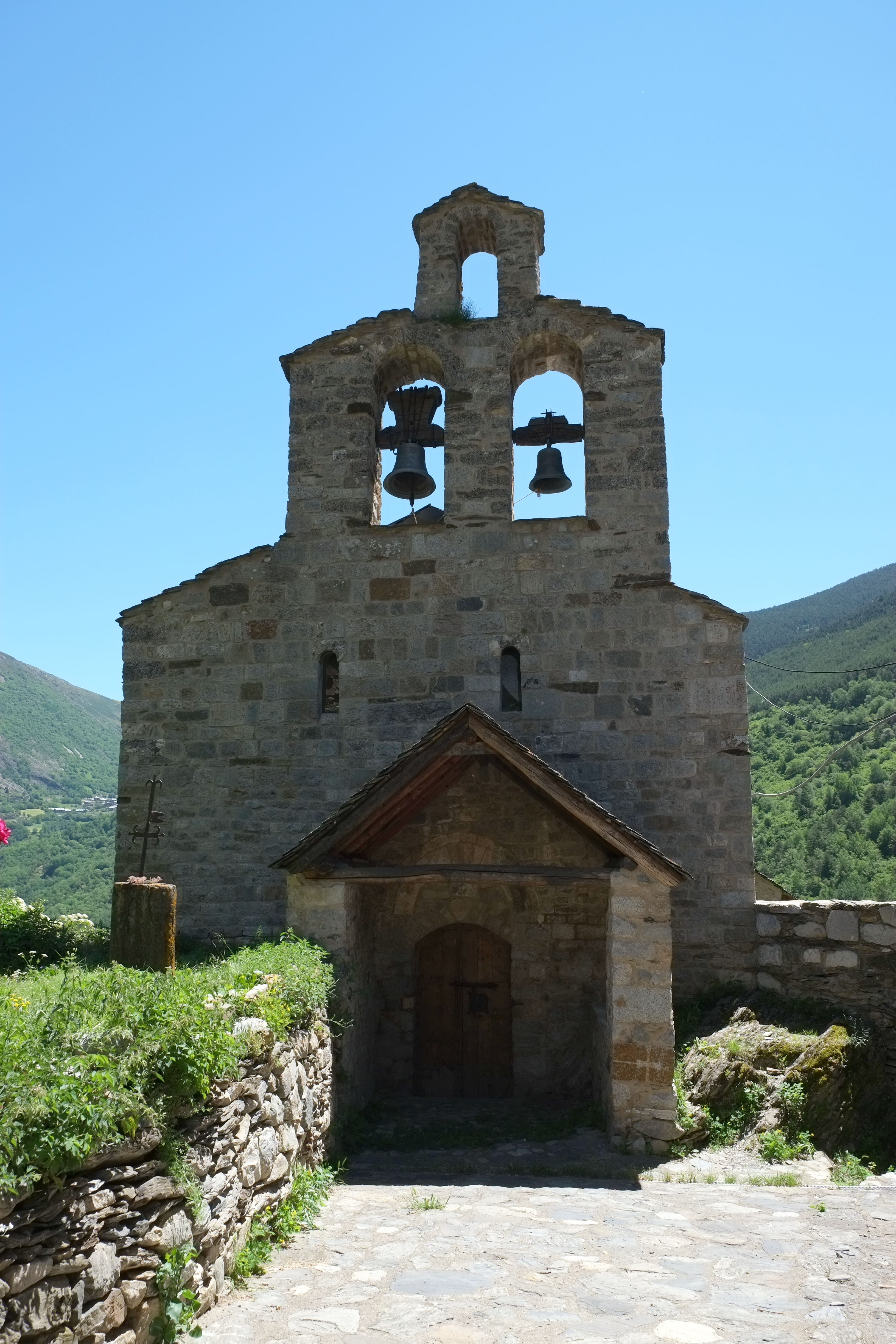
Santa Maria, Cardet
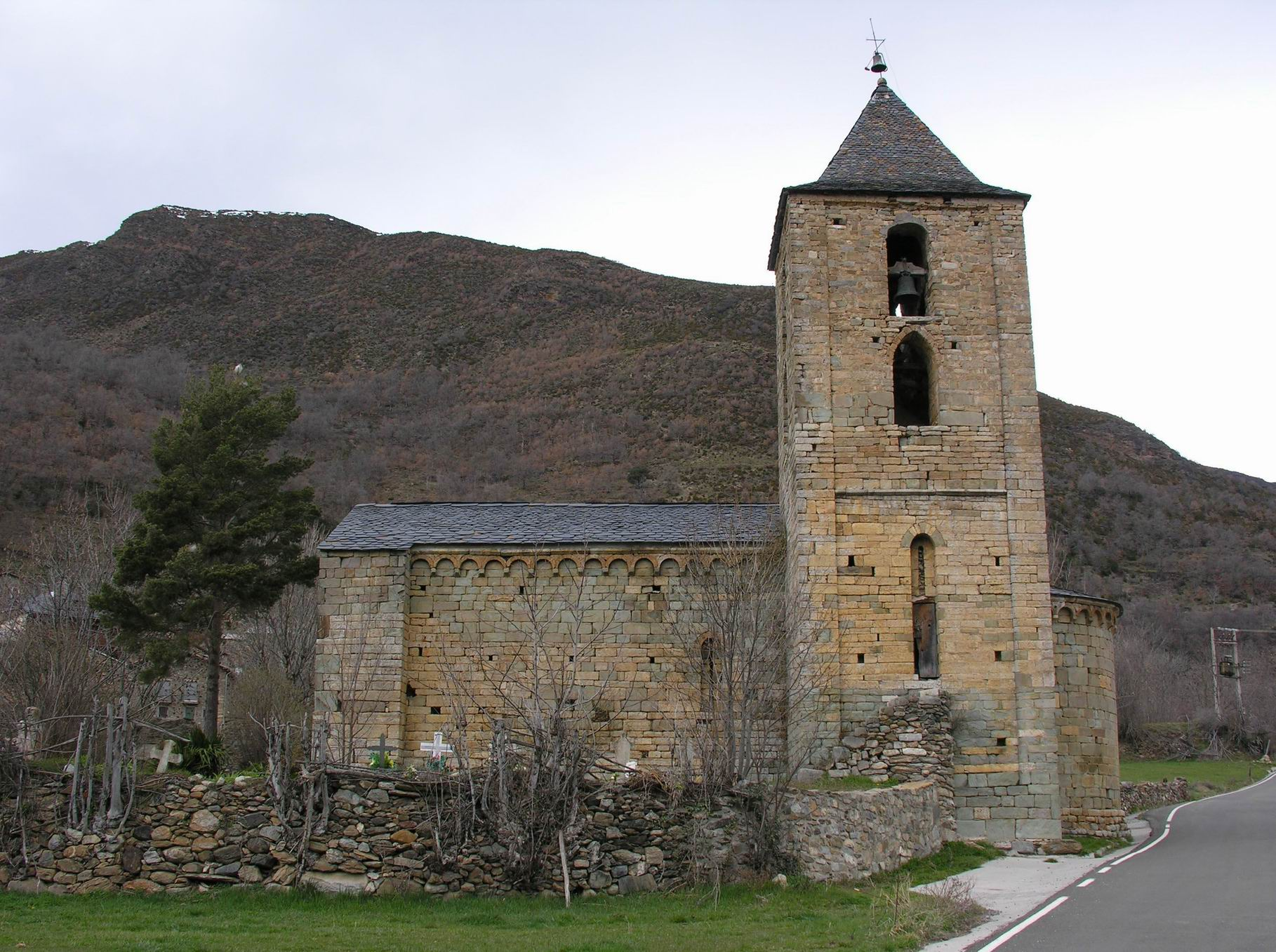
Santa Maria, Cóll